# فیلیپ لام
فیلیپ لام (به آلمانی: Philipp Lahm؛ زادهٔ ۱۱ نوامبر ۱۹۸۳) بازیکن سابق فوتبال اهل آلمان است که در پست مدافع کناری بازی می‌کرد. بسیاری او را یکی از بهترین مدافعان کناری تمام دوران می‌دانند. لام کاپیتان دیرینه بایرن مونیخ بود و آنها را به افتخارات متعددی از جمله قهرمانی لیگ قهرمانان اروپا در سال ۲۰۱۳ رساند. او همچنین کاپیتان سابق تیم ملی آلمان است و قبل از بازنشستگی از فوتبال ملی، قهرمان جام جهانی ۲۰۱۴ شد.
لام در سال‌های ۲۰۰۶، ۲۰۱۰ و ۲۰۱۴ در تیم منتخب جام جهانی و در سال‌های ۲۰۰۸ و ۲۰۱۲ در تیم منتخب یوفا و در سال‌های ۲۰۰۶، ۲۰۰۸، ۲۰۱۲، ۲۰۱۳ و ۲۰۱۴ در تیم سال یوفا حضور داشت.

## عملکرد باشگاهی

### سال‌های آغازین
لام در تیم جوانان بایرن مونیخ به یک بازیکن فوتبال حرفه‌ای تبدیل شد. لام در سن ۱۱ سالگی پس از اینکه مربی جوانان بایرن مونیخ، چندین بازی او را در گرن مونیخ زیر نظر گرفته بود، به او علاقه‌مند شد و با او قرارداد امضا کرد. لام بسیار با استعداد در نظر گرفته می‌شد. یکی از مربیان او، هرمان هوملز، اظهار داشت که «اگر فیلیپ لام به بوندس‌لیگا راه پیدا نکند، دیگر هیچ کس موفق نخواهد شد.» او دو بار قهرمان بوندس‌لیگا جوانان شد و بار دوم به عنوان کاپیتان تیمش جام را بالای سر برد و سپس در سن ۱۷ سالگی وارد بایرن مونیخ ۲ شد. مربی سابق او، هرمان گرلند، لام را با استعدادترین بازیکنی می‌داند که تا به حال مربیگری کرده‌است و لام را در دومین فصل حضور خود در تیم دوم بایرن مونیخ، به عنوان کاپیتان انتخاب کرد. در آن زمان لام به عنوان هافبک دفاعی، هافبک راست یا دفاع کناری راست بازی می‌کرد.
در ۱۳ نوامبر ۲۰۰۲، لام اولین بازی خود را برای تیم اصلی بایرن مونیخ به عنوان بازیکن تعویضی در دقیقهٔ ۹۲ در تساوی ۳–۳ را در مقابل لانس در مرحلهٔ گروهی لیگ قهرمانان انجام داد. با این حال، از آنجایی که ویلی سانیول و بیسنته لیزارازو به عنوان گزینهٔ اول دفاع کناری بایرن معرفی شدند، و خط هافبک باشگاه نیز بازیکنان خوبی داشت، لام دیگر در فصل ۰۳–۲۰۰۲ بازی نکرد و برای فصل ۰۴–۲۰۰۳ به اشتوتگارت قرض داده شد.

#### اشتوتگارت (قرضی)
لام در ابتدا به عنوان جایگزین برای آندریاس هینکل، که به عنوان دفاع راست بازی می‌کرد، به خدمت گرفته شد، اما مربی، فیلیکس ماگات، او را در پست دفاع چپ به خدمت گرفت، که در آن، هایکو گربر، ملی پوش آلمانی را کنار زد. او اولین بازی خود در بوندس‌لیگا را در اولین روز فصل ۰۴–۲۰۰۳ در برابر هانزا روستوک انجام داد که در دقیقهٔ ۷۶ به عنوان یک مدافع چپ تعویضی به جای سیلویو مایسنر به میدان رفت. او اولین بازی حرفه‌ای خود را به عنوان دفاع چپ در چهارمین بازی خود به عنوان بازیکن تعویضی در دقیقهٔ ۶۳ در مقابل گربر انجام داد و اولین بازی او ۹۰ دقیقه کامل در ششمین بازی رسمی خود مقابل بروسیا دورتموند انجام شد. پس از آن او خود را به عنوان یک مدافع چپ ثابت برای اشتوتگارت معرفی کرد. در ۲۹ سپتامبر ۲۰۰۳، لام اولین بازی خود را در لیگ قهرمانان اروپا به عنوان یک بازیکن اصلی در مقابل منچستر یونایتد انجام داد. در ۳ آوریل ۲۰۰۴، او اولین گل خود در بوندس‌لیگا را در پیروزی ۵–۱ خارج از خانه برای اشتوتگارت مقابل وولفسبورگ به ثمر رساند. در طول فصل ۰۴–۲۰۰۳ لام در ۳۱ بازی در بوندس‌لیگا و ۷ بازی در لیگ قهرمانان اروپا برای اشتوتگارت حضور پیدا کرد و در نظرسنجی برای بازیکن سال فوتبال آلمان دوم شد.
در طول فصل دوم خود در اشتوتگارت، لام دوره بسیار سخت‌تری داشت. پس از پایان جام ملت‌های اروپا ۲۰۰۴ و در نتیجه تعطیلات کوتاه‌تر و تمرینات زیاد پیش فصل، او در تطابق با تاکتیک‌ها و سیستم‌های مربی جدید ماتیاس سامر با مشکل مواجه شد. با این حال، او همچنان ۱۶ بازی بوندس‌لیگا برای اشتوتگارت قبل از تعطیلات کریسمس انجام داد، که ۱۴ بازی را به صورت ۹۰ دقیقه کامل به میدان رفت و همچنین ۶ بازی در لیگ اروپا هم انجام داد. در ژانویهٔ ۲۰۰۵، پای راست لام دچار پارگی رباط صلیبی شد و بنابراین به مدت ۴ ماه از میادین دور ماند و در ۹ آوریل ۲۰۰۵ در برابر تیم شالکه دوباره به ترکیب تیم بازگشت. پارگی رباط او در پایان زمان حضور او در اشتوتگارت به پایان رسید.

### بایرن مونیخ
در ژوئیهٔ ۲۰۰۵، لام به بایرن مونیخ بازگشت. با این حال، پارگی رباط صلیبی که درست قبل از بازگشتش از آن رنج می‌برد، او را مجبور کرد تا دوران حرفه‌ای خود را در بایرن برای توانبخشی آغاز کند. او در پایان نوامبر به میادین بازگشت و دو بار برای تیم ب بازی کرد و پس از آن اولین بازی حرفه‌ای خود در بوندس‌لیگا را برای بایرن در نوامبر ۲۰۰۵ مقابل آرمینیا بیله‌فلد انجام داد. در طول فصل ۰۶–۲۰۰۵، او ۲۰ بار برای بایرن در بوندس‌لیگا و ۳ بار در لیگ قهرمانان اروپا حضور پیدا کرد، و در زمان بازی به طور مساوی با بیسنته لیزارازو رقابت کرد.

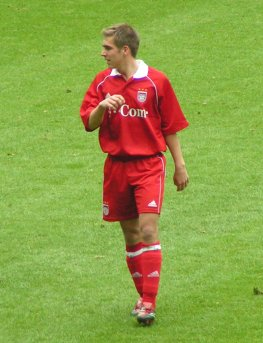
لام در حال بازی برای بایرن مونیخ در سال ۲۰۰۶

در فصل ۰۷–۲۰۰۶، لام در تمام ۳۴ بازی بایرن در بوندس‌لیگا، و از در ۹ بازی از ۱۰ بازی لیگ قهرمانان اروپا بازی کرد و تنها دو بار تعویض شد، عمدتاً به این دلیل که تنها مدافع چپ تیم بود و همچنین عملکرد خوبی که داشت. در ۲۰ اوت ۲۰۰۶، در اولین بازی خارج از خانه بایرن در پیروزی ۲–۱ مقابل بوخوم، او اولین گل خود را برای این باشگاه به ثمر رساند.
در فصل ۰۸–۲۰۰۷، بایرن مدافع چپ ملی آلمانی، مارسل یانزن، را خرید و لام قرار شد به سمت راست برای جانشینی یانزن و هم جایگزین دفاع راست فرانسوی ویلی سانیول برود. به دلیل مصدومیت یانزن، او همچنان عمدتاً در سمت چپ برای بایرن بازی کرد و تا پایان فصل در سمت چپ باقی ماند، اگرچه او چندین بار در سال ۲۰۰۸ ابراز تمایل کرد که در سمت راست بازی کند. شایعات مختلف حاکی از آن بود که لام در تابستان ۲۰۰۸ بایرن را ترک می کند و به بارسلونا می‌پیوندد و به نظر می‌رسید این انتقال تقریباً تمام شده باشد. با این حال، در ۱۶ مهٔ ۲۰۰۸ باشگاه بایرن قرارداد جدیدی با لام امضا کرد. قرارداد جدید او را تا ۲۰ ژوئن ۲۰۱۲ در مونیخ نگه داشت.
لام پربارترین فصل گلزنی خود را در فصل ۰۹–۲۰۰۸ انجام داد و سه بار در بوندس‌لیگا و یک بار در جام حذفی آلمان گلزنی کرد. با این حال، فصل ضعیفی برای بایرن بود که منجر به اخراج یورگن کلینزمن سرمربی تیم پس از کمتر از یک سال هدایت شد.
در ۸ نوامبر ۲۰۰۹، لام پس از مصاحبه غیرمجاز با زوددویچه تسایتونگ، بالاترین جریمه تاریخ بایرن مونیخ تا به امروز (تخمین زده شده بیش از ۲۵٬۰۰۰ یورو) را دریافت کرد. وی از «سیاست نقل و انتقالات باشگاه و عدم وجود فلسفه بازی و برنامه‌ریزی استراتژیک» انتقاد کرد. در ماه مهٔ ۲۰۰۸، لام پیشنهاد‌های سودآور منچستر یونایتد و بارسلونا را برای ماندن در بایرن رد کرده بود، زیرا رئیس باشگاه، اولی هونس قول داد تیمی بسازد که بتواند اروپا را به چالش بکشد. این اتفاق واکنش‌های متفاوتی را از سوی طرفداران و رسانه‌های داخلی و خارجی به دنبال داشت و برخی گفتند که لام باید نظرات خود را برای خودش نگه می‌داشت و دیگران او را به خاطر صداقتش تحسین می‌کردند. اگرچه او جریمه شد و از سوی باشگاه به شدت مورد انتقاد قرار گرفت، اما جایگاه خود را در ترکیب اصلی بایرن حفظ کرد و فصل خوبی را پشت سر گذاشت.
در طول فصل ۱۰–۲۰۰۹ لام با سرمربی جدید لوئی فان خال، توانست در پست مورد نظر خود به عنوان دفاع راست بازی کند. پس از مشکلاتی در بازی‌های اولیه، او یکی از بهترین فصول خود را انجام داد، با آرین روبن همکاری بسیار خوبی در جناح راست ایجاد کرد، یک گل به ثمر رساند و در تمام بازی‌های خود ۱۲ پاس گل داد. لام همچنین توسط فان خال به عنوان نایب کاپیتان انتخاب شد و در تمام مسابقات رقابتی بایرن به غیر از بازی دور اول در جام حذفی آلمان، به صورت تمام وقت بازی کرد. بایرن قهرمان لیگ و جام حذفی شد و به دوگانه دست یافت و همچنین به فینال لیگ قهرمانان اروپا در سال ۲۰۱۰ رسید، جایی که لام ۹۰ دقیقه به عنوان دفاع راست بازی کرد و بایرن با نتیجهٔ ۰–۲ به اینتر میلان باخت.
پس از جدایی کاپیتان مارک فن بومل در ژانویه ۲۰۱۱ از بایرن، لام به عنوان کاپیتان جدید برای باقی‌ مانده فصل ۱۱–۲۰۱۰ انتخاب شد و در نهایت کاپیتان باشگاه شد.

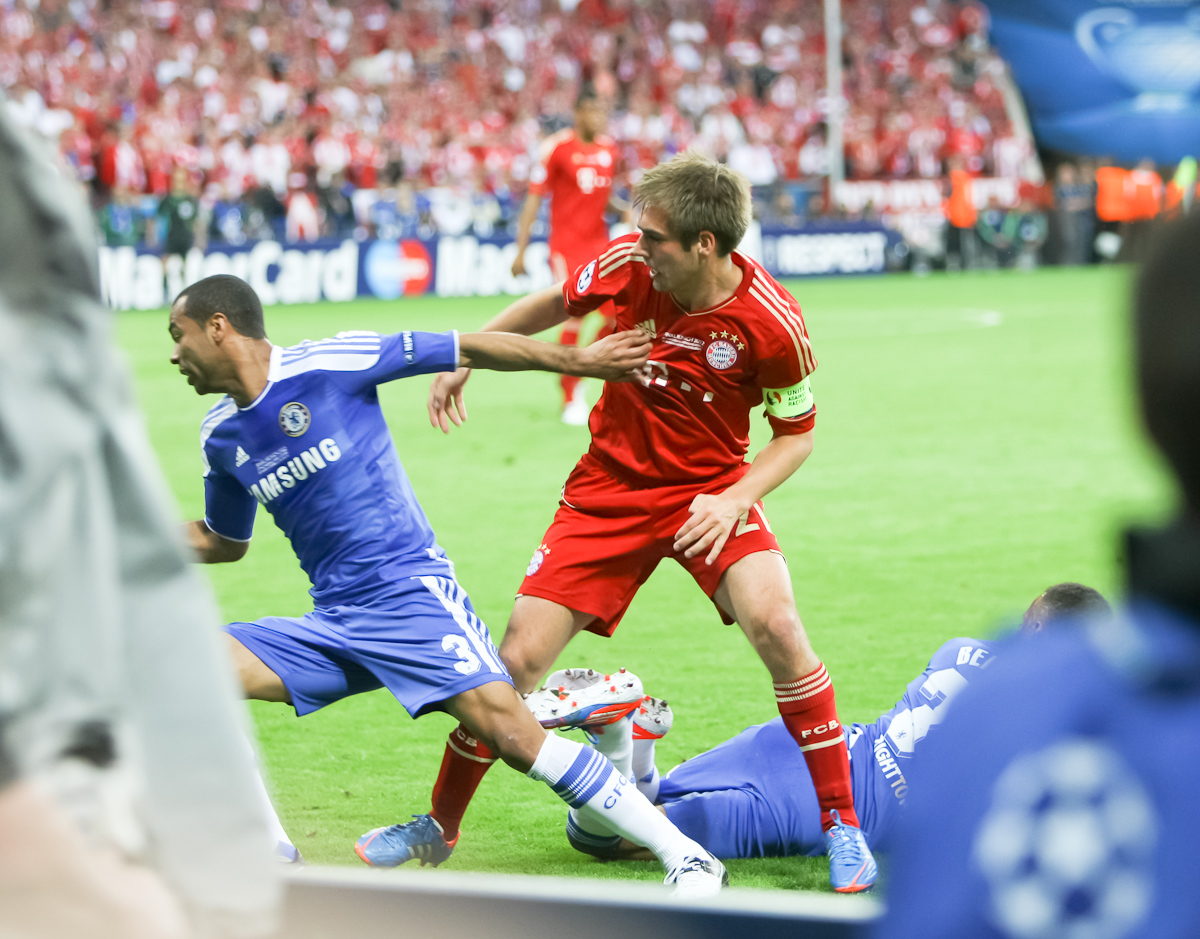
لام در مقابل اشلی کول در فینال لیگ قهرمانان اروپا ۲۰۱۲

در ۱۹ مهٔ ۲۰۱۲، لام کاپیتان بایرن در فینال لیگ قهرمانان اروپا در سال ۲۰۱۲ مقابل چلسی در آلیانتس آرنا بود. او اولین پنالتی تیم را در ضربات پنالتی زد اما بایرن در ضربات پنالتی شکست خورد و برای دومین بار در سه فصل گذشته نايب‌قهرمان شد.
در فصل ۱۳–۲۰۱۲، لام کاپیتان بایرن شد و به سه‌گانه تاریخی بوندس‌لیگا، جام حذفی و لیگ قهرمانان اروپا رسید. در فینال لیگ قهرمانان در ۲۵ مهٔ ۲۰۱۳، لام به تیمش کمک کرد تا در ورزشگاه ومبلی لندن، ۲–۱ در مقابل بروسیا دورتموند پیروز شوند. پس از بازی، او نشان داد که از کسب این عنوان چقدر خوشحال است و گفت: «این باورنکردنی است. یک شادی و آرامش بزرگ. فشار پس از دو بار باخت در فینال لیگ قهرمانان بسیار زیاد بود.»
از آغاز فصل ۱۴–۲۰۱۳، تحت هدایت پپ گواردیولا، سرمربی جدید، لام در پست هافبک دفاعی استفاده شد. گواردیولا درباره لام گفت: «شاید [او] باهوش‌ترین بازیکنی باشد که در دوران مربی‌گری‌ام آموزش داده‌ام. او در سطح دیگری است.» این فصل نقطهٔ عطف جدیدی برای لام و باشگاه بود، زیرا او به عنوان کاپیتان بایرن، رکورد بیست و چهارمین قهرمانی بوندس‌لیگا و اولین قهرمانی لیگ در تاریخ بوندس‌لیگا با «حفظ عنوان با هفت بازی باقی مانده» را ثبت کرد.
در ژوئن ۲۰۱۴، لام قرارداد خود را با بايرن مونیخ تا سال ۲۰۱۸ تمدید کرد. در ۲۶ آوریل ۲۰۱۵، بایرن برای سومین فصل متوالی قهرمان بوندس‌لیگا شد و به لام هفتمین قهرمانی لیگ حرفه‌ای خود را کسب کرد.

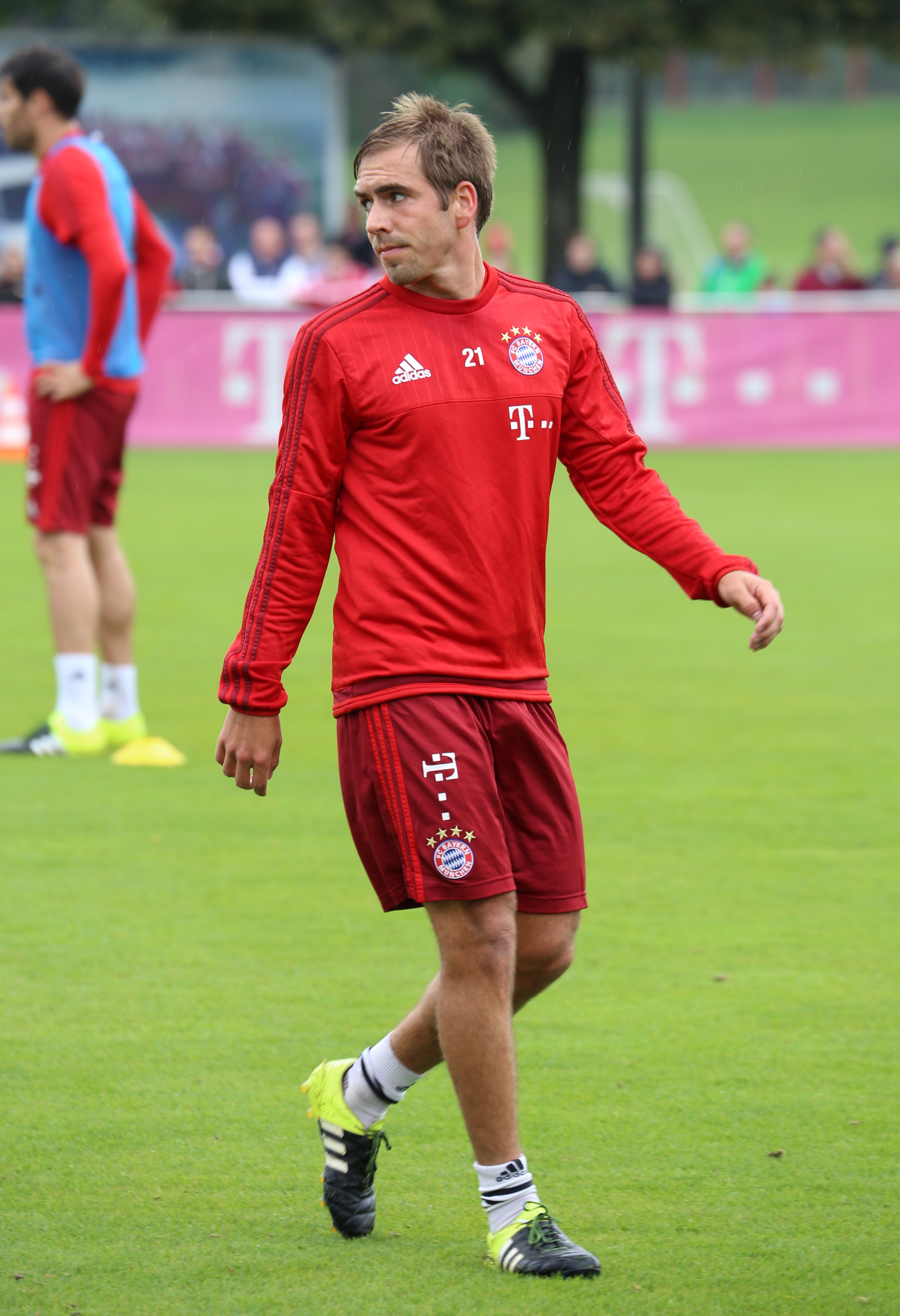
لام در تمرینات بایرن مونیخ در سال ۲۰۱۵

در ۲۸ آوریل ۲۰۱۵، لام یکی از چهار بازیکن بایرن بود که در ضربات پنالتی مقابل بروسیا دورتموند در نیمه نهایی جام حذفی، پنالتی خود را دست داد.
پپ گواردیولا، سرمربی بایرن در فصل ۱۶–۲۰۱۵ اظهار داشت که لام می‌تواند با آمدن آرتورو ویدال و یوشوا کیمیش به پست دفاع کناری خود بازگردد.
در ۲۴ فوریهٔ ۲۰۱۶، لام صدمین بازی خود در لیگ قهرمانان اروپا را در تساوی ۲–۲ مقابل یوونتوس در تورین انجام داد. فصل ۱۶–۳۰۱۵ با کاپیتانی لام برای بایرن به پایان رسید و چهارمین قهرمانی متوالی بوندس‌لیگا کسب شد. اولین باری بود که یک تیم در تاریخ مسابقات چهار قهرمانی متوالی را به دست می‌آورد.
در ۴ فوریهٔ ۲۰۱۷، لام پانصدمین بازی خود را برای بایرن مونیخ در تساوی ۱–۱ بوندس‌لیگا مقابل شالکه ۰۴ انجام داد. سه روز بعد، لام تایید کرد که در پایان فصل ۱۷–۲۰۱۶ بازنشسته خواهد شد. او پیشنهاد باشگاه برای پُست مدیر ورزشی را رد کرده بود.
در ۲۰ مهٔ ۲۰۱۷، لام به همراه هم تیمی خود، ژابی آلونسو، آخرین بازی‌های حرفه‌ای خود را قبل از بازنشستگی انجام دادند و لام کاپیتان بایرن شد و آنها فصل را به عنوان قهرمان برای پنجمین سال متوالی به پایان رساندند. او در دقیقهٔ ۸۷ تعویض شد و در پیروزی ۴–۱ مقابل فرایبورگ مورد تشویق تماشاگران قرار گرفت. در ۱۹ ژوئیه تأیید شد که مانوئل نویر جانشین لام به عنوان کاپیتان تیم خواهد شد.
لام در ۲۷ مهٔ ۲۰۱۷ وارد تالار مشاهیر بایرن مونیخ شد. او در زمانی که برای این باشگاه بازی می‌کرد، هشت عنوان قهرمانی بوندس‌لیگا و لیگ قهرمانان اروپا را به دست آورد.

## عملکرد ملی

### تیم‌های جوانان و جام ملت‌های اروپا ۲۰۰۴

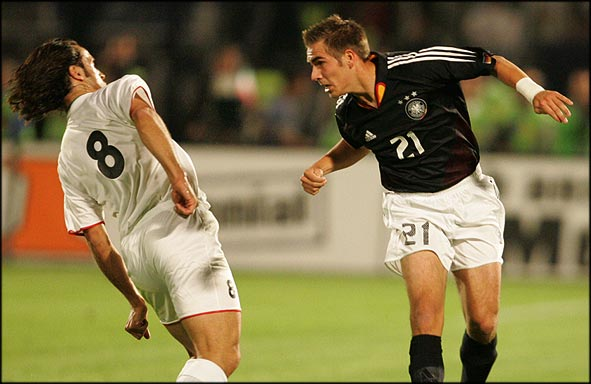
لام در مقابل علی کریمی در بازی خیریه آلمان و ایران در سال ۲۰۰۴

اولین حضور لام در رده ملی در تیم ملی زیر ۱۹ سال آلمان بود. او بخشی از تیمی بود که در مسابقات قهرمانی زیر ۱۹ سال اروپا در سال ۲۰۰۲ با آلمان نایب‌ قهرمان شد و در تمام بازی‌های تورنمنت بازی کرد و در اولین بازی مرحله گروهی در دقیقه ۹۰ گلی حساس در مقابل انگلستان به ثمر رساند و بازی با نتیجه ۳–۳ به پایان رسید. پس از آن، او چند بازی برای زیر ۲۰ و زیر ۲۱ سال آلمان انجام داد تا اینکه رودی فولر را به اندازه‌ای تحت تأثیر قرار داد که اولین بازی خود را در ۱۸ فوریه ۲۰۰۴، در سن ۲۰ سالگی برای بزرگسالان آلمان انجام داد. اولین بازی او در پیروزی ۲–۱ مقابل کرواسی بود، جایی که او ۹۰ دقیقه کامل بازی کرد و توسط مجله فوتبال آلمانی کیکر به عنوان مرد مسابقه انتخاب شد. او همچنین بخشی از تیم آلمان در جام ملت‌های اروپا ۲۰۰۴ پرتغال بود و در هر سه بازی ۹۰ دقیقه کامل بازی کرد. اگرچه آلمان از مرحله گروهی عبور نکرد، عملکرد لام بسیار امیدوارکننده تلقی شد و بسیاری از روزنامه‌های آلمانی این را تنها جنبه مثبت در عدم موفقیت آلمان در مسابقات می‌دانستند.

### جام جهانی ۲۰۰۶
لام بعد از یک سال فوتبال ملی را بین ژانویه ۲۰۰۵ و مارس ۲۰۰۶ به دلیل آسیب دیدگی (استرس، شکستگی پا و پارگی رباط صلیبی)، از دست داد و  جام کنفدراسیون‌ها ۲۰۰۵ از جمله مسابقات مهمی بود کا لام نتوانست در آن حضور پیدا کند اما پس از بهبودی، فوراً به ترکیب اصلی بازگشت. حتی با وجود اینکه درست قبل از جام جهانی ۲۰۰۶ در یک بازی دوستانه آرنج خود را مصدوم کرد مجبور شد از گچ مخصوص روی بازوی چپ خود استفاده کند زیرا یورگن کلینزمن همچنان او را به عنوان گزینه اول برای پست دفاع چپ انتخاب می‌کرد. او اولین گل را در بازی افتتاحیه جام جهانی آلمان مقابل کاستاریکا در دقیقه ششم به ثمر رساند. او به خاطر عملکردش در بازی دوم گروهی مقابل لهستان جایزه بهترین بازیکن مسابقه را دریافت کرد. او همچنین تنها بازیکن آلمانی بود که ۶۹۰ دقیقه کامل جام جهانی را بازی کرد و همچنین به تیم ستاره‌های این مسابقات راه یافت.

### جام ملت‌های اروپا ۲۰۰۸
در طول مسابقات جام ملت‌های اروپا ۲۰۰۸ لام در تمام بازی‌ها در ترکیب اصلی آلمان حضور داشت و تنها پس از بریدگی که نیاز به بخیه روی پایش داشت در فینال تعویض شد. لام تورنمنت را به عنوان یک مدافع راست آغاز کرد اما در اواسط بازی دوم جایگزین مارسل یانزن به عنوان مدافع چپ شد. در ۲۵ ژوئن ۲۰۰۸، او گل پیروزی نیمه نهایی جام ملت‌ها ۲۰۰۸ را در دقیقه ۹۰ به ترکیه زد. او این را مهم‌ترین گل دوران حرفه‌ای‌اش توصیف کرد و با وجود اینکه به عنوان مرد برتر بازی انتخاب شد، خودش را شایسته این عنوان ندانست. در ۲۹ ژوئن ۲۰۰۸ – در فینال جام ملت‌های ۲۰۰۸ مقابل اسپانیا – ژاوی در دقیقه ۳۳ با یک پاس در داخل خط دفاع آلمان، توپ را به فرناندو تورس رساند و عدم ارتباط میان لام و ینس لمان سبب شد تا تورس گل تعیین کنندهٔ بازی را به ثمر برساند. اسپانیا با نتیجه ۰–۱ پیروز شد و دومین عنوان قهرمانی اروپا را بعد از ۴۴ سال به دست آورد.

### جام جهانی ۲۰۱۰

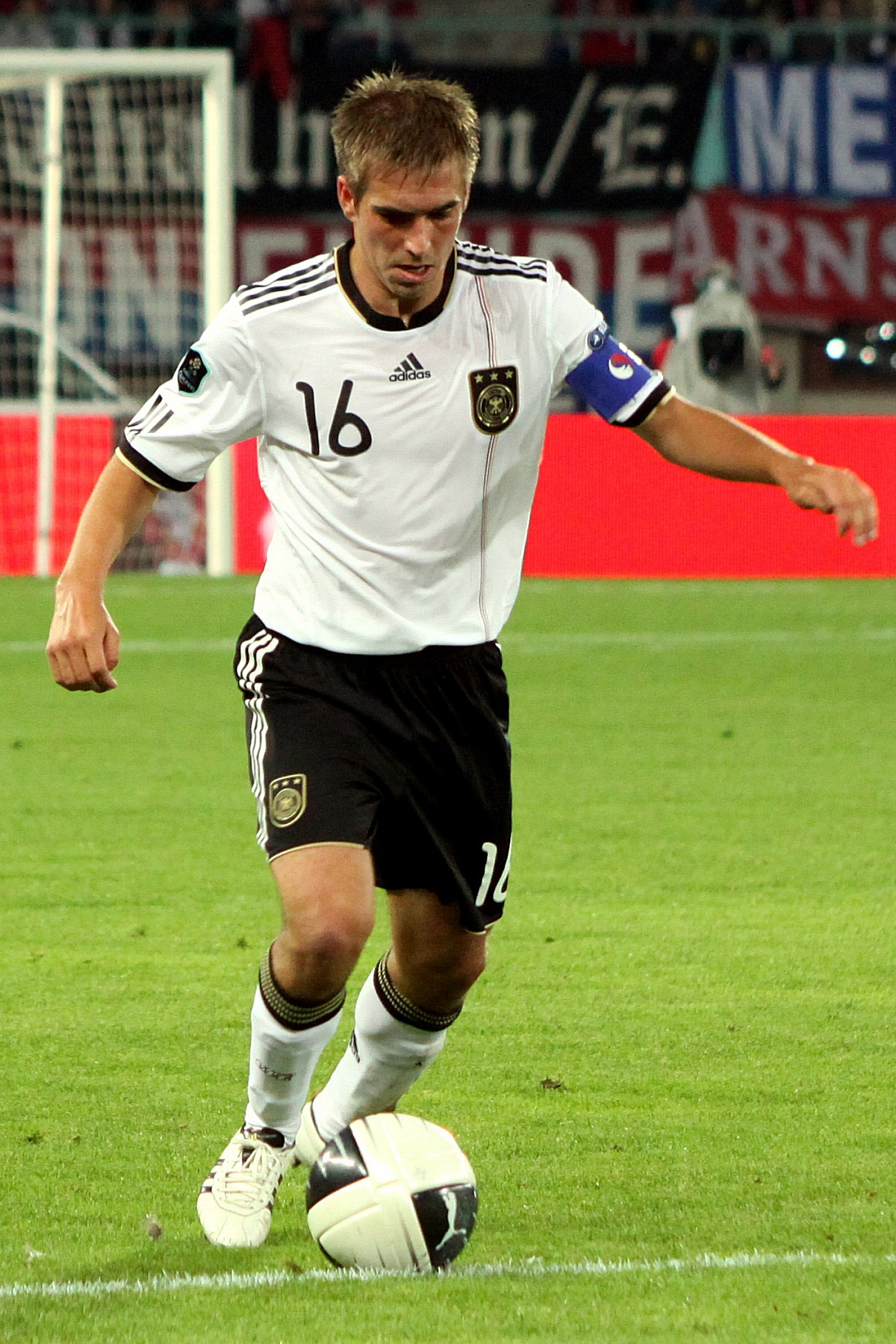
لام در حال بازی برای آلمان در سال ۲۰۱۱

لام در مسابقات مقدماتی جام جهانی ۲۰۱۰ آلمان حضور داشت و تنها بازیکنی بود که در همهٔ دقایق بازی کرد. پس از کناره گیری کاپیتان آلمان، میشائل بالاک از ترکیب جام جهانی ۲۰۱۰ به دلیل مصدومیت، لام به عنوان کاپیتان آلمان در مسابقات پیش رو انتخاب شد. در ۱۳ ژوئن ۲۰۱۰، او کاپیتان تیم ملی در بازی افتتاحیه جام جهانی ۲۰۱۰ مقابل استرالیا بود و به جوانترین بازیکنی تبدیل شد که کاپیتان یک تیم آلمانی در مسابقات جام جهانی شده‌‌است. این تیم تا نیمه نهایی صعود کرد و در آنجا با نتیجه ۰–۱ مقابل اسپانیا شکست خورد. لام در دیدار مقام سوم (برنز) مقابل اروگوئه به دلیل عفونت بازی نکرد، بنابراین در غیاب او باستیان شواینشتایگر کاپیتان تیمی بود که ۳–۲ پیروز شد.
کاپیتانی لام بعداً زمانی که یوآخیم لوو، مربی آلمان، اعلام کرد که بالاک دیگر برای آلمان بازی نخواهد کرد، دائمی شد.

### جام ملت‌های اروپا ۲۰۱۲

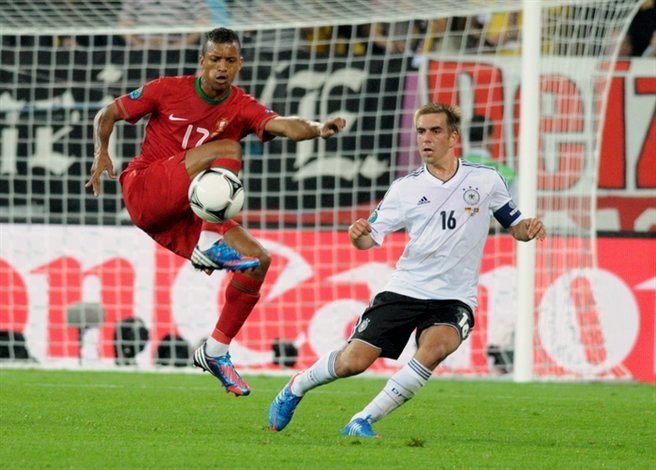
لام حال بازی در جام ملت‌های اروپا ۲۰۱۲ مقابل نانی

کاپیتان لام، دفاع مستحکم، به آلمان کمک کرد تا در هر ده بازی مقدماتی جام ملت‌های اروپا ۲۰۱۲ پیروز شود و او همچنین یک پاس گل برای مسعود اوزیل و ماریو گومز ارسال کرد. او همیشه در خط دفاع آلمان حضور داشت که مورد تمجید از منابع مختلف قرار می‌گرفت. آلمان در هر سه بازی گروهی مقابل پرتغال، هلند و دانمارک پیروز شد. لام گل اول را در پیروزی ۴–۲ مقابل یونان در مرحله یک چهارم نهایی به ثمر رساند. آلمان در نیمه نهایی با نتیجه ۱–۲ از ایتالیا حذف شد.

### جام جهانی ۲۰۱۴ و بازنشستگی

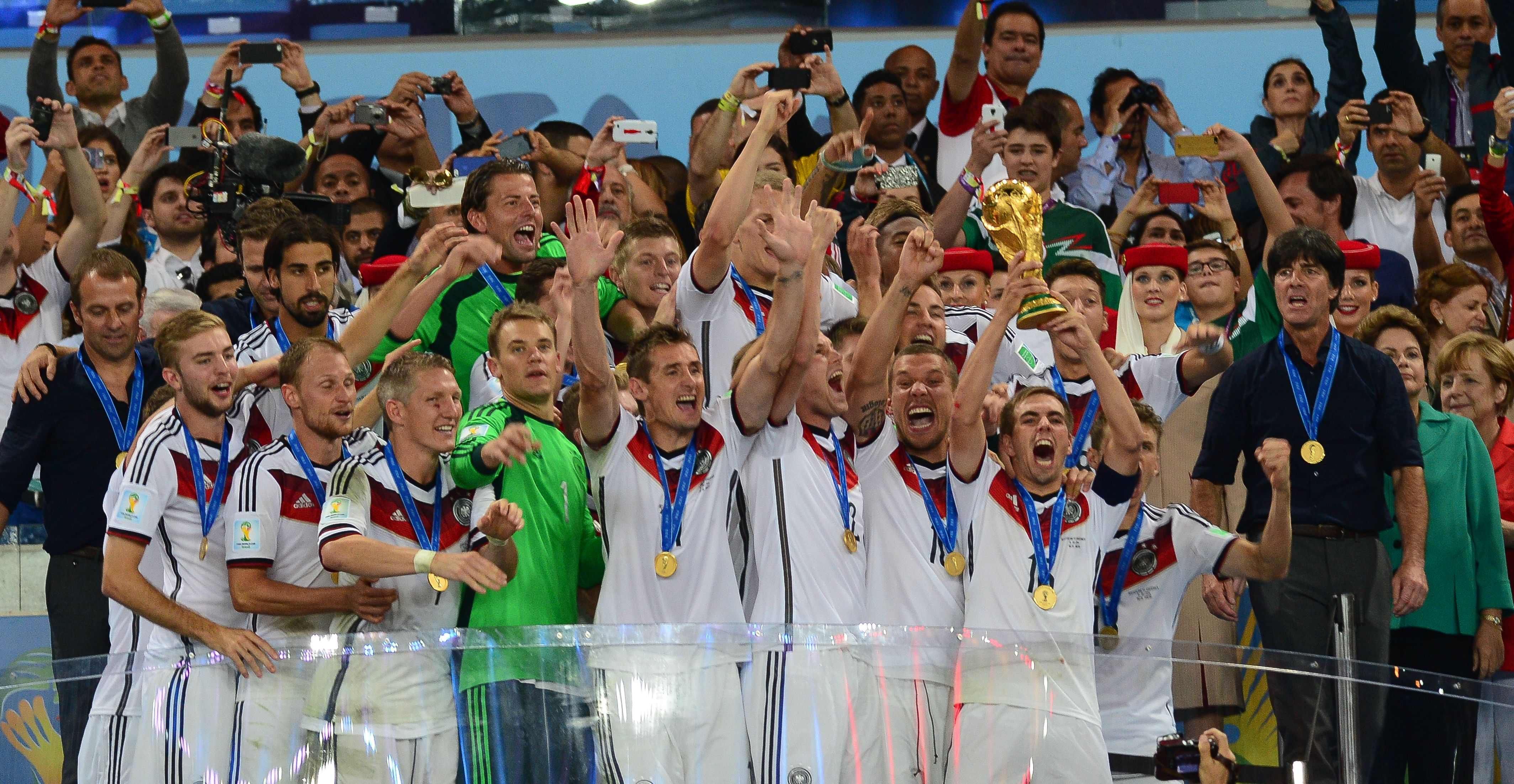
فیلیپ لام در حال بالا بردن جام قهرمانی جام جهانی برزیل

در ۶ سپتامبر ۲۰۱۳، لام صدمین بازی خود را برای تیم ملی آلمان در پیروزی ۳–۰ مقابل اتریش در حین راهیابی به جام جهانی ۲۰۱۴ انجام داد.
در ۱۶ ژوئن ۲۰۱۴، لام در اولین بازی خود در جام جهانی ۲۰۱۴، با پیروزی ۴–۰ از پرتغال در سالوادور، در هافبک دفاعی به میدان رفت. و در دو بازی دیگر گروه و بازی مرحله یک هشتم نهایی مقابل الجزایر در همین پست بازی کرد.
لام در یک چهارم نهایی مقابل فرانسه به دفاع راست بازگشت و در نیمه نهایی و پیروزی ۷–۱ آلمان مقابل برزیل در همین پست باقی ماند. در ۱۱ ژوئیه ۲۰۱۴، لام در فهرست ۱۰ نفره جایزه توپ طلای فیفا برای بهترین بازیکن مسابقات قرار گرفت.
در ۱۳ ژوئیه ۲۰۱۴، لام آلمان را به پیروزی در جام جهانی هدایت کرد، پیروزی ۱–۰ مقابل آرژانتین در فینال، چهارمین باری که آلمان قهرمان این مسابقات شد و اولین باری بود که آلمان پس از جنگ جهانی دوم به این عنوان را کسب کرده بود. فریتس والتر، فرانتس بکن‌باوئر و لوتار ماتئوس در عنوان کاپیتان آلمان غربی به قهرمانی جام جهانی دست یافته بودند.
در ۱۸ ژوئیه ۲۰۱۴، لام، در سن ۳۰ سالگی، بازنشستگی خود را از بازی‌های ملی اعلام کرد. او در ۱۱۳ بازی پنج گل به ثمر رسانده بود. در ۲ سپتامبر ۲۰۱۴، باستیان شواینشتایگر جانشین لام به عنوان کاپیتان تیم ملی آلمان شد.

### جام ملت‌های اروپا ۲۰۲۴
در ۸ دسامبر ۲۰۱۷، لام به عنوان سفیر افتخاری پیشنهادی آلمان برای میزبانی جام ملت‌های اروپا ۲۰۲۴ انتخاب شد. لام سفیر جام ملت‌های اروپا ۲۰۲۰ یوفا بود و بعداً مدیر مسابقات جام ملت‌های اروپا ۲۰۲۴ یوفا شد. در اوت ۲۰۲۲، لام از اهدای جام جهانی ۲۰۲۲ به قطر انتقاد کرد و به نقض حقوق بشر در این کشور اشاره کرد و مدعی شد که این مسابقات را تحریم خواهد کرد.

## سبک بازی
اگرچه لام راست پا است، اما به دلیل هوش تاکتیکی، توانایی عبور و تطبیق‌پذیری‌اش توانست در هر دو سمت زمین بازی کند. او در بسیاری از دوران ابتدایی دوران حرفه‌ای خود به عنوان مدافع چپ بازی می‌کرد و بعداً به دفاع راست تبدیل شد. او اغلب از جناحین به داخل زمین برای شوت زدن و یا پاس دادن نفوذ می‌کرد. به ویژه، او به دلیل سرعت، تکنیک، استقامت، و توانایی‌های تکلینگ دقیق، و همچنین جُثه کوچکش باعث شد به او لقب «کوتوله جادویی» را بدهند. علی‌رغم اندازه و نقش بازی‌اش، در سال ۲۰۱۰ توسط متیو اسکیانیتی از سی‌بی‌سی اسپورت توصیف شد که دارای «قدرت فریبنده و مهارت‌های پاس چشمگیر» بود که به او اجازه می‌داد به تیم‌هایش در موقعیت‌های تهاجمی و دفاعی کمک کند. لام در دوران مربیگری پپ گواردیولا، به دلیل توانایی او در دیکته کردن بازی در خط هافبک و عمل کردن به عنوان یک بازی‌ساز با شروع حملات و همچنین کمک به تیمش در دفاع با به دست آوردن مالکیت توپ گاهی اوقات به عنوان هافبک میانی یا دفاعی در ترکیب ۳–۴–۳ بازی می‌کرد. به دلیل موقعیت‌یابی، حس تاکتیکی، و توانایی تکلینگ با وجود جُثه کوچکش، و همچنین طیف وسیعی از مهارت‌هایش، مانند توانایی خواندن بازی، ویژگی‌های رهبری، ثبات و توانایی روی توپ، او به طور گسترده توسط کارشناسان به عنوان یکی از بهترین مدافعان کناری تمام دوران شناخته می‌شود. گواردیولا یک بار لام را به عنوان «شاید باهوش‌ترین بازیکنی» توصیف کرد که او تا به حال مربیگری کرده‌است.

## زندگی شخصی
لام از زندگی غیرفوتبالی و زندگی خصوصی خود اطلاعات زیادی منتشر نمی‌کند و فوتبال خود را با زندگی شخصی یکی نکرده‌است؛ بهترین دوست او آندرس اوتل تنها فوتبالیستی بود که در مراسم عروسی او با کلودیا شاتنبرگ حضور داشت. این زوج یک پسر به نام یولیان و یک دختر به نام لنیا دارند. لام که اهل مونیخ است، یک هوادار مادام‌العمر بایرن است و توپ جمع‌کنِ ورزشگاه المپیک بود.
لام در بسیاری از رویدادهای خیریه شرکت می‌کند. در ژوئن ۲۰۰۷، فیفا اعلام کرد که لام و اوون هارگریوز پیشاپیش از آفریقای جنوبی برای حمایت از جام جهانی ۲۰۱۰، دیدن خواهند کرد. اگرچه هارگریوز به دلیل مصدومیت موفق به شرکت در این سفر نشد ولی لام به همراه پیوتر تروخووسکی، نه تنها برای بازدید از برگزارکنندگان جام جهانی ۲۰۱۰، بلکه برای بازدید از دهکده کودکان SOS به این کشور سفر کردند.
لام بنیادی به نام «Philipp Lahm-Stiftung» را برای حمایت از کودکان بی‌بضاعت تأسیس کرد و همچنین سفیر رسمی کودکان SOS فیفا است. علاوه بر این، او سفیر روز جهانی ایدز در سال‌های ۲۰۰۷، ۲۰۰۸ و ۲۰۰۹ بود. او همچنین کمپین علیه سرعت غیرمجاز و کودک آزاری تأسیس کرده‌است.
لام در ۲۰ سپتامبر ۲۰۰۸ به دلیل کمک برجستهٔ او در برابر همجنس‌گرا‌هراسی در ورزش به ویژه در فوتبال، موفق به دریافت نشان «Tolerantia-Preis» شد. او همچنین اظهار داشت: «حیف است که همجنس‌گرا بودن در فوتبال هنوز یک موضوع تابو است.» و او همچنین اضافه کرد که با هم‌تیمی همجنس‌گرا مشکلی ندارد و از همجنسگرایان نمی‌ترسد. با این حال، لام به بازیکن‌های فوتبال توصیه نمی‌کند که علناً به همجنس‌گرایی خود اعتراف کنند، زیرا از آنها سوء استفاده می‌شود.

## زندگی‌نامه
در اوت ۲۰۱۱ در سن ۲۷ سالگی، لام زندگی‌نامه خود را با عنوان Der feine Unterschied: Wie man heute Spitzenfußballer wird (تفاوت ظریف – چگونه یک فوتبالیست برتر شویم) منتشر کرد که به مرور حرفه و تجربیات شخصی خود در فوتبال، محیط عمومی فوتبال، فوتبال در عرصه اجتماعی، زمینه و روش‌های اثربخشی مختلف مربیگری و آموزشی می‌پردازد. کتاب پرفروش شماره یک در آلمان مورد توجّه رسانه‌ها قرار گرفت و به خاطر بخش‌هایی که لام در آن‌ها کار مربیان سابق خود را به دقت تحلیل کرد، مورد انتقاد قرار گرفت. از جمله منتقدان می‌توان به رودی فولر (که خود توسط لام در کتاب مورد انتقاد قرار گرفته‌است) و اوتمار هیتسفلد اشاره کرد.

## افتخارات

### باشگاهی

#### بایرن مونیخ
- بوندس‌لیگا: ۰۶–۲۰۰۵، ۰۸–۲۰۰۷، ۱۰–۲۰۰۹، ۱۳–۲۰۱۲، ۱۴–۲۰۱۳، ۱۵–۲۰۱۴، ۱۶–۲۰۱۵، ۱۷–۲۰۱۶
- جام حذفی آلمان: ۰۶–۲۰۰۵، ۰۸–۲۰۰۷، ۱۰–۲۰۰۹، ۱۳–۲۰۱۲، ۱۴–۲۰۱۳، ۱۶–۲۰۱۵
- لیگا پوکال: ۲۰۰۷
- سوپر جام آلمان: ۲۰۱۰، ۲۰۱۲، ۲۰۱۶
- لیگ قهرمانان اروپا: ۱۳–۲۰۱۲
- سوپر جام اروپا: ۲۰۱۳
- جام باشگاه‌های جهان: ۲۰۱۳

### ملی

#### زیر ۱۹ سال آلمان
- قهرمانی زیر ۱۹ سال اروپا؛ نایب‌قهرمان (۱): ۲۰۰۲

#### آلمان
- جام جهانی (۱): ۲۰۱۴
  - سوم (۲):  ۲۰۰۶، ۲۰۱۰